# A Silent Express
A Silent Express was een indierockband beïnvloed door new wave, pop en psychedelische muziek. De bandleden zijn afkomstig uit Heerenveen en geïnspireerd door bands als Duran Duran en de Simple Minds. Drie van de vier bandleden hadden voordien samengespeeld in de succesvolle hardcoreband Darwin.
De band was in 2007 winnaar van de Grolsch Grote Prijs van Nederland-publieksprijs.
Omdat Will I Be Around in 2010 de vaakst gedraaide single op radiozender 3FM was, werd deze in 2011 bekroond met de Schaal van Rigter.

## Discografie

### Albums
| Album met eventuele hitnotering(en) in de Nederlandse Album Top 100 | Datum van verschijnen | Datum van binnenkomst | Hoogste positie | Aantal weken | Opmerkingen |
| ------------------------------------------------------------------- | --------------------- | --------------------- | --------------- | ------------ | ----------- |
| A Silent Express                                                    | 2005                  | -                     |                 |              | ep          |
| Get this right                                                      | 2008                  | -                     |                 |              |             |
| Now!                                                                | 2010                  | 13-11-2010            | 64              | 1            |             |

### Singles
| Single met eventuele hitnotering(en) in de Nederlandse Top 40 | Datum van verschijnen | Datum van binnenkomst | Hoogste positie | Aantal weken | Opmerkingen              |
| ------------------------------------------------------------- | --------------------- | --------------------- | --------------- | ------------ | ------------------------ |
| Starborne                                                     | 2013                  | -                     | -               | -            |                          |
| All About You                                                 | 2012                  | -                     | -               | -            |                          |
| Sick Of Your Sickness                                         | 2012                  | -                     | -               | -            |                          |
| Feel The Energy                                               | 2011                  | -                     | -               | -            |                          |
| I Can't Say(I Wasn't Afraid)                                  | 2011                  | -                     | -               | -            |                          |
| Will I Be Around                                              | 2010                  | 10-07-2010            | 21              | 7            | #11 in de Single Top 100 |
| I never saw this coming                                       | 2010                  | 25-10-2010            | tip6            | -            | #39 in de Single Top 100 |